# Nidularium krisgreeniae
Nidularium krisgreeniae är en gräsväxtart som beskrevs av Elton Martinez Carvalho Leme. Nidularium krisgreeniae ingår i släktet Nidularium och familjen Bromeliaceae. Inga underarter finns listade i Catalogue of Life.